# گیگوانسان
گیگوانسان (به لاتین: Gyegwansan) یک کوه در کره جنوبی است که در کره جنوبی واقع شده‌است. گیگوانسان ۶۶۵٫۴ متر بالاتر از سطح دریا واقع شده‌است.